# The Raconteurs
The Raconteurs (также известны как The Saboteurs в Австралии) — американская супергруппа, состоящая из музыкантов The White Stripes и The Greenhornes, а также сольного исполнителя Брендана Бенсона.
История группы началась с импровизированной записи песни «Steady, As She Goes», которая имела грандиозный успех и была признана журналом «Rolling Stone» второй лучшей песней 2006 года. Клип к ней снял культовый режиссёр Джим Джармуш.

## История

### Формирование
Группа родом из Нашвилла. Согласно официальному сайту группы, «Началось все на чердаке в середине жаркого лета, когда Джек Уайт и Брендан Бенсон собрались вместе и написали песню, которая реально порадовала их. Это была песня 'Steady, As She Goes', и это вдохновение побудило их создать полноценную группу с участием Лоуренса и Килера.» Группа собралась вместе в Детройте в 2005 году и записывалась в оставшееся время года. Благодаря личному успеху отдельных участников коллектива, их сразу окрестили супергруппой. Но сами участники группы с этим термином не соглашаются, для них супергруппа это явление заранее запланированное и временное, а они фактически «новая группа старых друзей»
Группа отыграла на нескольких фестивалях в Европе, Азии и Северной Америке (включая Oxegen в Ирландии, Рединг Фестиваль, Лидс Фестиваль, Гластонбери Фестиваль, T in the Park в Великобритании, Хайникен Фестиваль в Польше, Vegoose Фестиваль в Лас Вегасе, Lollapalooza в Чикаго, Bonnaroo Фестиваль в Манчестере, Austin City Limits Music Фестиваль в Остине и Coachella Valley Фестиваль в Калифорнии), на многих были хэдлайнерами .

#### The Saboteurs
В Австралии The Raconteurs взяли название «The Saboteurs», так как оказалось, что в Квинсленде уже есть группа с таким названием. Группы не смогли договориться об условиях сделки на право использовать название. Участник австралийских Raconteurs заявил, что ему не сказали, кто хочет купить у них имя, и попросил большую сумму, чтобы посмотреть, что будет.

### Broken Boy Soldiers
Полноценный дебютный альбом Broken Boy Soldiers был записан на студии дома у Брендана Бенсона в Детройте. Первый сингл «Steady, As She Goes/Store Bought Bones» был издан в ограниченном издании на виниле в Европе 30 января 2006, и в Северной Америке 7 марта 2006. CD версия вышла 24 апреля 2006.
Первый концерт The Raconteurs дали в Ливерпуле 20 марта 2006 в рамках небольшого британского турне. В Америке спустя месяц 20 апреля в Нью-Йорке, в Irving Plaza. За чем последовал тур по Северной Америке и Европе. Известность Джека Уайта помогла The Raconteurs продавать все билеты на концерты в залах средних размеров, что редкость для первого тура группы.
Broken Boy Soldiers был издан 15 мая 2006 на Third Man Recordings/XL Recordings и 16 мая в США на Third Man Recordings/V2 Records. Он достиг 2 места в чартах в Великобритании и 7 места в США.
В ноябре 2006 The Raconteurs отыграли 8 концертов на разогреве у Боба Дилана в рамках северо-восточной части американского тура. 3 ноября 2006 the Raconteurs представили песню «Store Bought Bones» и заглавный трек «Broken Boy Soldier» на Later with Jools Holland. Согласно Planet Sound, во время исполнения «Store Bought Bones» у Джека Уайта отходил контакт на гитаре, и пришлось перепевать песню. Только на четвёртый раз им удалось успешно сыграть её, после чего они долго смеялись. Телевидение поправило все четыре попытки и убрало их смех.
Группа исполняла много каверов во время живых выступлений. Например, сет-лист обычно включал «Bang Bang (My Baby Shot Me Down)» (песня, написанная Сонни Боно, и ставшая известной благодаря Нэнси Синатра) и «Headin' for the Texas Border» группы The Flamin' Groovies, «Crazy» (Gnarls Barkley), «Who Do You Love?» (Bo Diddley), «It Ain´t Easy» (Ron Davies), «A House Is Not a Motel» (Love) и «Keep It Clean» (Charley Jordan), «Floating» ирландской группы Jape.
В декабре 2006 дебютный альбом Broken Boy Soldiers был назван Альбомом года британским журналом Mojo. В 2007 альбом был номинирован на Грэмми в категории Лучший рок альбом года. The Raconteurs был номинирован на две награды на 49-м Ежегодном Грэмми: лучший рок альбом за Broken Boy Soldiers и лучший рок вокал в «Steady, As She Goes».

### Consolers of the Lonely
The Raconteurs выпустили свой второй альбом Consolers of the Lonely 25 марта 2008. Первый сингл «Salute Your Solution» был издан в тот же день.
Группа также отыграла несколько фестивалей, включая: Coachella 25 апреля, New Orleans Jazz & Heritage Festival 4 мая, Bonnaroo 13 июня, T in the Park в Шотландии 13 июля, Oxegen в Ирландии 13 июля и The Open’er в Польше 4 июля. Они играли на «Пирамидной сцене» на Гластонбери 2008 28 июня, Montreux Jazz Фестиваль 7 июля, на Lollapalooza 1 августа и на главной сцене Фестиваля Рединг и Лидс 2008 23, 24 августа, также на Austin City Limits Music Фестиваль 26-28 сентября 2008. Также у них был тур по США летом 2008.

### 2010—2018: Перерыв
В интервью в феврале 2010 Брендан Бенсон сказал, что будущее The Raconteurs сомнительно: «Я думаю, мы все сейчас сфокусированы на других вещах. Придёт время, и мы снова соберёмся, может быть запишем что-нибудь, а может нет». 17 апреля 2010 Бенсон и Килер представили песни The Raconteurs как The Racontwoers в Third Man Records зале. Им помогали Марк Ветрос и Эндрю Хайли.

### 2018 — настоящее время: переизданиеConsolers of the Lonelyи третий альбом
8 октября 2018 года Third Man Records объявили о переиздании Consolers of the Lonely для обладателей подписки, с двумя новыми песнями «Sunday Driver» и «Now That You Gone». Обе песни были выпущены в цифровом формате 19 декабря и, как ожидается, появятся на третьем альбоме группы, запланированном на 2019 года.
21 июня 2019 года был выпущен третий студийный альбом группы Help Us Stranger.

## Состав группы
- Джек Уайт — вокал, гитара, клавишные (The White Stripes и The Dead Weather)
- Брендан Бенсон — вокал, гитара, клавишные (сольный исполнитель)
- Джек Лоуренс — бас-гитара, бэк-вокал (The Greenhornes, The Dead Weather и Blanche)
- Патрик Килер — ударные, перкуссия (The Greenhornes, The Afghan Whigs).

В скобках указаны другие музыкальные проекты участников.

## Дискография

### Альбомы
| Год  | Альбом                  | Максимальная позиция | Максимальная позиция | Максимальная позиция | Максимальная позиция | Максимальная позиция | Максимальная позиция | Максимальная позиция | Продажи                      |
| Год  | Альбом                  | US                   | US Rock              | CAN                  | UK                   | AUS                  | NZ                   | SWI                  | Продажи                      |
| ---- | ----------------------- | -------------------- | -------------------- | -------------------- | -------------------- | -------------------- | -------------------- | -------------------- | ---------------------------- |
| 2006 | Broken Boy Soldiers     | 7                    | 3                    | 15                   | 2                    | 14                   | 12                   | 9                    | - Великобритания: Серебряный |
| 2008 | Consolers of the Lonely | 7                    | 3                    | 8                    | 8                    | 18                   | 21                   | 25                   | - Великобритания: Золотой    |
| 2019 | Help Us Stranger        | 1                    |                      | 2                    | 8                    | 23                   | 38                   | 6                    |                              |

### Синглы
| 2006                                     | «Steady, As She Goes»                | 54 | 52 | 1  | 30 | 4  | 3  |  | Broken Boy Soldiers     |
| 2006                                     | «Hands»                              | —  | —  | —  | —  | 29 | —  |  | Broken Boy Soldiers     |
| 2006                                     | «Broken Boy Soldier»                 | —  | —  | —  | —  | 22 | —  |  | Broken Boy Soldiers     |
| 2007                                     | «Level»                              | —  | —  | 7  | —  | —  | —  |  | Broken Boy Soldiers     |
| 2008                                     | «Salute Your Solution»               | —  | —  | 4  | 28 | —  | 79 |  | Consolers of the Lonely |
| 2008                                     | «Many Shades of Black»               | —  | —  | 37 | —  | —  | —  |  | Consolers of the Lonely |
| 2008                                     | «Old Enough»                         | —  | —  | —  | —  | —  | —  |  | Consolers of the Lonely |
| 2008                                     | «Consoler of the Lonely»             | —  | —  | —  | —  | —  | —  |  | Consolers of the Lonely |
| 2018                                     | «Now That You’re Gone/Sunday Driver» |    |    |    |    |    |    |  | Help Us Stranger        |
| «—» означает, что песня не попала в чарт |                                      |    |    |    |    |    |    |  |                         |